# Harald Stehr
Harald Stehr (30 de abril de 1980) es un deportista alemán que compitió en esgrima, especialista en la modalidad de sable. Ganó una medalla de bronce en el Campeonato Mundial de Esgrima de 2002, en la prueba por equipos.
Estudió Derecho en la Universidad de Tubinga, y trabaja como abogado especialista en derecho penal en su propio bufete.

## Palmarés internacional
| Campeonato Mundial | Campeonato Mundial | Campeonato Mundial | Campeonato Mundial |
| Año                | Lugar              | Medalla            | Prueba             |
| ------------------ | ------------------ | ------------------ | ------------------ |
| 2002               | Lisboa (Portugal)  | Medalla de bronce  | Sable por equipos  |